# Stanisław Mieroszowski
Graf Jan Stanisław Wiktor Krzysztof Mieroszowski (Mieroszewski) (* 27. Dezember 1827 in Krakau; † 4. Januar 1900 ebenda) war ein polnischer Schriftsteller, Historiker und Politiker in Österreich.

## Ausbildung
Stanisław Mieroszowski, Sohn eines Gutsbesitzers, studierte 1843/44 Philosophie an der Universität Freiburg (Schweiz). Von 1844 bis 1847 studierte er Philosophie und Jura an der Universität Freiburg im Breisgau. Er war Mitbegründer der Studentenverbindung Polonia und gehörte auch der Walhalla (heute Freiburger Burschenschaft Teutonia) an und wohnte mit dem polnischen Philosophen Bronislaw Ferdynand Trentowski zusammen. Mieroszowski war von 1847 bis 1848 in Paris. Von 1849 bis 1856 verwaltete er die Güter seiner Mutter in Chrzanów, danach sein eigenes Gut im benachbarten Karniowice. Er lebte ab 1863 mit seiner Familie ständig in Krakau.

## Politische Laufbahn
Mieroszowski war von 1866 bis 1872 Mitglied des ersten Gemeinderates der Stadt Krakau. Er war ebenfalls Mitglied des Krakauer Wohltätigkeitsvereines und der Landwirtschaftlichen Gesellschaft. Von 1869 bis 1874 war er Vorsitzender des Krakauer Kreisrates, von 1874 bis 1878 und von 1882 bis 1885 Reichstagsabgeordneter. Von 1879 bis 1882 war er als Regierungsrat in Bosnien tätig und von 1883 bis 1885 Abgeordneter im galizischen Landtag in Lemberg.

## Ruhestand
Mieroszowski zog sich 1885 aus dem öffentlichen Leben zurück und siedelte nach kurzem Aufenthalt in Preßburg zurück nach Krakau. Dort legte er sich eine Sammlung an bedeutenden Büchern und Kunstwerken an. Er veröffentlichte zahlreiche Feuilletons und Artikel in Zeitungen und in Fachzeitschriften.